# Nematogobius
 Nematogobius és un gènere de peixos de la família dels gòbids i de l'ordre dels perciformes.

## Taxonomia
- Nematogobius ansorgii (Boulenger, 1910)
- Nematogobius brachynemus (Pfaff, 1933)[2]
- Nematogobius maindroni (Sauvage, 1880)[3][4][5][6][7][8][9][10]